# Горно-Алтайская агломерация
Го́рно-Алта́йская агломера́ция — городская агломерация в Республике Алтай. Сформировалась вокруг города Горно-Алтайск. Её образуют населенные пункты Горно-Алтайск, Майма, Кызыл-Озек, Алферово, Карлушка, Подгорное, Дубровка, Рыбалка, Улалушка (с общей численностью населения около 100 тысяч человек). Недалеко (в радиусе 20 км.) расположены населенные пункты Платово, Долина Свободы, Ая, Верх-Ая, Катунь, Нижнекаянча, Верх-Карагуж, Бирюля, Карасук, Соузга, Черемшанка, Озерное, Манжерок, а также всесезонный курорт «Манжерок».

## Транспорт
Через агломерацию проходит федеральная и ряд региональных автомобильных трасс.
- Чуйский тракт — участок «Майма — подъездная дорога к Горно-Алтайску» проходит через агломерацию.
- Телецкий тракт (с 2022 года стал частью Чуйского тракта).
- Горно-Алтайск (аэропорт) — общий для агломерации.

## Образование
- Горно-Алтайский государственный университет
- Горно-Алтайский государственный политехнический колледж
- Горно-Алтайский государственный педагогический колледж
- Горно-Алтайский государственный медицинский колледж
- Аграрный колледж
- Майминский сельскохозяйственный техникум